# Oscar Wisting
Oscar Adolf Wisting (6. června 1871, Larvik – 5. prosince 1936, Oslo) byl norský námořní důstojník a polárník. Byl nejvěrnějším expedičním společníkem Roalda Amundsena a Amundsen mu naprosto důvěřoval. Celkem 16 let pracoval s Amundsenem nebo pro něj na palubách lodí Fram, Maud a na vzducholodi Norge. Společně jako první dosáhli jižního pólu a pravděpodobně byli první i na severním pólu. V každém případě byli prvními lidmi, kteří dosáhli jižního i severního pólu.

## Osobní život
Wisting se narodil v Larviku v kraji Vestfold v Norsku. Byl  nejstarším ze 13 dětí. Ve věku šestnácti let se vydal na moře a v roce 1892 vstoupil do královského norského námořnictva. V roce 1909 jej oslovil Roald Amundsen, aby se s ním vydal na jeho připravovanou expedici na severní pól.
Následujících 16 let pobýval s rodinou minimálně. Později si vyčítal, že téměř nefungoval jako otec rodiny a neviděl vyrůstat své děti.

## Polární výpravy s Amundsenem
Protože dobytí severního pólu ohlásili Frederick Cook v roce 1908 a Robert Peary v roce 1909, rozhodl se Amundsen místo toho naopak soupeřit s Robertem Falconem Scottem o dobytí jižního pólu, což ovšem ostatním členům výpravy sdělil až po vyplutí na lodi Fram. Jako účastník Amundsenovy expedice Wisting 14. prosince 1911 stanul na jižním pólu spolu s Amundsenem, Helmerem Hanssenem, Olavem Bjaalandem a Sverre Hasselem. Byli prvními, kdo tohoto bodu dosáhli.
Od roku 1918 do roku 1925 byl Wisting prvním důstojníkem na palubě lodi Maud při pokusu Roalda Amundsena proplout severozápadní cestou z Atlantského do Tichého oceánu skrze Kanadské arktické souostroví. Když Amundsen expedici roku 1923 opustil, aby se místo toho pokusil letět k severnímu pólu, stal se Wisting de facto vedoucím expedice.
V roce 1926 se Wisting účastnil Amundsenova úspěšného pokusu přeletět severní pól ve vzducholodi Norge. Pólu dosáhli 12. května 1926 – dva dny poté, co jej přeletěl Richard Evelyn Byrd v letounu Fokker F.VII. Dosažení severního pólu nejen pozemními výpravami Cooka a Pearyho, ale i Byrdovým letem jsou však zpochybňovány, ať už poukazem na pochybnou přesnost měření, nebo přímo podezřením z podvodu. Někteří badatelé, kteří zpochybňují tato dřívější tvrzení, proto považují posádku Norge za první ověřené průzkumníky, kteří dosáhli severního pólu. Je však jednoznačné, že Wisting byl spolu s Amundsenem jedním ze dvou prvních lidí, kteří byli na severním i jižním pólu.

## Frammuseet
Wisting se aktivně podílel na realizaci Frammuseet - muzea lodi Fram, na které Amundsenova expedice plula do Antarktidy. Ve funkci kapitána velel při její poslední plavbě z Hortenu do Bygdøy v Oslo, kde bylo vybudováno muzeum, ve kterém je celá loď uložena. Zde byl 5. prosince 1936 nalezen mrtvý ve své kajutě na palubě lodi Fram. Jako datum úmrtí se uvádí 4. prosinec 1936, pravděpodobně zemřel na infarkt. Pohřeb se konal 12. prosince 1936, dva dny před 25. výročím oslav dosažení jižního pólu.